# Acone
Acone is een plaats (frazione) in de Italiaanse gemeente Pontassieve, provincie Florence, en telt ongeveer 100 inwoners.